# Elvis Naçi
Elvis Naçi (* 7. April 1977 in Tirana) ist ein albanischer Imam. Er ist Vorsteher der von der Muslimischen Gemeinschaft Albaniens betriebenen Tabakëve-Moschee in Tirana und Gründer sowie Präsident der gemeinnützig-kulturellen Stiftung Firdeus.
Naçi betreibt sehr aktiv eine Facebook-Seite, die Ende 2020 über 1'000'000 Abonnenten hatte, und postet regelmäßig Videos von seinen Chutbas (Freitagspredigten) auf seinem YouTube-Kanal, der zu diesem Zeitpunkt über 315.000 Abonnenten hatte. Durch seine große Popularität unter den Muslimen Albaniens, über die Landesgrenzen hinaus und selbst bei nicht-muslimischen Albanern wurde er national bekannt und wird regelmäßig zu Talkshows eingeladen.
Elvis Naçi gehört des Weiteren zu den heftigsten Kritikern eines radikalen Islamismus in Albanien. So beschuldigte er den albanischen Staat, dass dieser zu wenig gegen Imame mit radikalem Predigtinhalt unternehme. In seiner eigenen Moschee ist ein Sicherheitsdienst engagiert, der auffällige Moscheebesucher der örtlichen Polizei meldet.